# ニーダーシュテッテン陸軍飛行場
ニーダーシュテッテン陸軍飛行場（ドイツ語: Heeresflugplatz Niederstetten）は、ドイツ連邦共和国バーデン＝ヴュルテンベルク州ニーダーシュテッテンの南東に所在する軍用飛行場。

## 概要
ニーダーシュテッテン陸軍飛行場はドイツ連邦陸軍の第30輸送ヘリコプター連隊が主に使用している。これ以外にも、ジェネアビ用途でビジネス交通や連邦軍スポーツ飛行グループにも使用されている。
欧州連合の規定では、空港としての機能を保持するには滑走路を200m延伸する必要があるとされ、更に飛行場灯火と計器着陸装置の設置が計画されている。

## 配置部隊・機関
- ヘルマン・コール兵営
  - 第30輸送ヘリコプター連隊（陸軍）
  - ヴェルムーツハウゼン弾薬貯蔵処（基盤軍）
  - ニーダーシュテッテン衛生センター（救業軍）
  - ファイツヘーヒハイム連邦軍業務センター分所（国防施設管理・環境保護部）